# 探そう!ニッポン人の忘れもの
『フジテレビ開局50周年3夜連続スペシャル・探そう!ニッポン人の忘れもの』（ - かいきょくごじっしゅうねんきねんさんやれんぞく-・さがそう!ニッポンじんのわすれもの）は、2009年11月20日から同年11月22日までの3日間、フジテレビの開局50周年記念番組として、同局系列で放送された特別番組の冠タイトルである。
当項目では、第1夜の『めざまし×とくダネ!合体SP〜作文〜あなたが綴ったあの時代 懐かし映像総力大捜索』を中心に記述する。

## 放送日時
※表記は、すべて日本時間（JST）とする。
- 第1夜　2009年11月20日の21:00 - 22:52（『金曜プレステージ』）
- 第2夜　同年11月21日の21:00 - 23:10（『土曜プレミアム』）
- 第3夜　同年11月22日の19:00 - 23:39[1]

## 第1夜「“テレビ”の忘れもの」
2009年11月20日の『金曜プレステージ』枠内で、『めざまし×とくダネ!合体SP〜作文〜あなたが綴ったあの時代 懐かし映像総力大捜索』（めざまし×とくダネ!がったいスペシャル〜さくぶん〜あなたがつづったあのじだい なつかしえいぞうそうりょくだいそうさく）というタイトルで放送した。視聴率11.8%。

### 概要
平日朝の報道・情報番組の『めざましテレビ』と、平日午前の情報・ワイドショー番組の『情報プレゼンター とくダネ!』の2番組による合体スペシャル版としての扱いで放送された。
放送当日朝の『めざましテレビ』には小倉智昭が、『とくダネ!』には大塚範一が本番組の宣伝も兼ねて生出演した。
本番組は『めざましテレビ』のレギュラー放送をネットしないテレビ大分（『とくダネ!』は放送）でも放送された。

### 出演者

#### 司会
- 大塚範一
- 小倉智昭
- 高島彩（当時：フジテレビアナウンサー）
- 中野美奈子（同上）

#### ゲスト
パネラー
- 三宅裕司
- 渡辺満里奈
- 千原ジュニア
- 平山あや

めざましテレビ
- 軽部真一（フジテレビアナウンサー）
- 福原直英（同上）
- 伊藤利尋（同上）
- 生野陽子（同上）
- 杉崎美香（セント・フォース）
- 皆藤愛子（セント・フォース）
- 長野美郷（セント・フォース）

とくダネ!
- 笠井信輔（フジテレビアナウンサー）
- 山本麻祐子（同上）
- 森本さやか（同上）
- 石本沙織（同上）
- 田中大貴（同上）
- 前田忠明（フジテレビ芸能デスク）

#### ナレーター
- 杉本るみ
- 牧原俊幸（フジテレビアナウンサー）
- 桜庭亮平（同上）
- 田代優美（同上）
- 奥寺健（同上）

### スタッフ
- プロジェクトリーダー：西渕憲司
- 構成：川島浩司、横山拓、保坂英恵、佐藤修
- TD／SW：石田智男
- CAM：武田篤
- VE：岡澤聡
- 音声：太田宗孝
- 照明：市村秀太
- マルチ：丸山明道
- 美術プロデューサー：片岡浩美
- デザイン：棈木陽次
- 美術進行：大村光之
- アクリル装飾：橋本順
- 大道具：中島雅之
- 電飾：森智
- アートフレーム：石井智之
- 装飾：林成利
- 植木装飾：後藤健
- 生花装飾：荒川直史
- メイク：宮崎香
- 編集：森田祐司
- MA：村松勝弘
- 音響効果：飯浜聡、小沢利之、星川秀一
- ニッポン人の忘れもの「作文」プロジェクト：大野高義／岡康治、西村朗、石塚聡、佐藤涼子
- 編成：金井卓也
- 広報：植村綾
- TK：高橋由佳
- 演出補：佐藤可奈、石井将、本田潤一郎、雨宮佑介、津田宗孝、新井吉文
- AP：長瀬徹
- ディレクター：佐藤佳史、文野甲、高橋一博、五百蔵賢次、高良一誠、永野陽子、荒木千尋、唐沢宏一、金山泰之、宮崎笑子、中野誠、佐久田真由美、島田顕、柳井誠也
- プロデューサー：小室俊一、古山洋也
- 総合演出：花岡圭一郎
- チーフプロデューサー：角谷公英（めざましテレビ）、大野貢（とくダネ!）
- 技術協力：八峯テレビ、共同テレビ、FLT、サンフォニックス、マルチバックス、スタジオヴェルト
- 制作協力：ザイオン／FCC、バンエイト
- 制作：フジテレビ情報制作局情報制作センター
- 制作著作：フジテレビ

### テーマ曲
- ぶんけかな「ピンクのバグ」

## 第2夜「“家族”の忘れもの」
2009年11月21日の『土曜プレミアム』枠内で放送した。

## 第3夜「“ニッポン人”の忘れもの」
2009年11月22日に、4時間39分の生放送を行った。